# Tossal de la Planeta
El Tossal de la Planeta és una muntanya de 658 metres que es troba al municipi de la Ribera d'Ondara, a la comarca catalana de la Segarra.